# Sept Heures avant la frontière
Pour plus de détails, voir Fiche technique et Distribution.
Sept Heures avant la frontière (Guns of Darkness) est un film britannique d'Anthony Asquith, sorti en 1962.

## Synopsis
Un État d'Amérique du Sud est renversé par des forces révolutionnaires et Rivera, son président destitué, réussit à prendre la fuite malgré ses blessures. À bout de force, il doit son salut à Tom Jordan, un idéaliste, qui le trouve le lendemain en piteux état. Accompagné de mauvais gré par sa femme Claire, car des dissensions minent leur couple, Tom décide de conduire Rivera en voiture jusqu'à la frontière située à plus d'une centaine de kilomètres. Ils perdent leur voiture en échappant de peu à des sables mouvants et doivent franchir de hautes montagnes arides. Mais ils sont arrêtés par les révolutionnaires en arrivant à la frontière. Bien qu'adepte de la non-violence, Tom doit abattre un homme pour s'échapper et passer la frontière. Le président Rivera ne survivra pas à ses blessures tandis que les épreuves auront régénéré le couple Jordan.

## Fiche technique
- Titre original : Guns of Darkness[Note 1],[1]
- Titre français : Sept Heures avant la frontière
- Réalisation : Anthony Asquith
- Scénario : John Mortimer d'après le roman Le Salaire de la pitié (Act of Mercy) de Francis Clifford (1959)
- Direction artistique : John Howell
- Costumes : Anthony Mendleson
- Photographie : Robert Krasker
- Son : Norman Coggs, Len Shilton, A. W. Lumkin
- Montage : Frederick Wilson
- Musique : Benjamin Frankel
- Production : Thomas Clyde
- Sociétés de production : Associated British Picture Corporation, Cavalcade Films (Royaume-Uni)
- Sociétés de distribution : Warner-Pathé (Royaume-Uni), Warner Bros. Pictures (États-Unis)
- Pays d’origine : Royaume-Uni
- Langue originale : anglais
- Format : noir et blanc — 35 mm — 1,37:1 — son monophonique (RCA Sound Recording)
- Genre : film d'aventure
- Durée : 103 minutes
- Dates de sortie : 
  -  États-Unis : 17 août 1962
  -  France : 7 décembre 1962
- (fr) Mention CNC : tous publics (visa d'exploitation no 27059 délivré le 3 décembre 1962)

## Distribution
- David Niven : Tom Jordan
- Leslie Caron : Claire Jordan
- David Opatoshu : le président Rivera
- James Robertson Justice : Hugo Bryant
- Eleanor Summerfield : Madame Bastian
- Ian Hunter : le docteur Swann
- Derek Godfrey : Hernandez
- Richard Pearson : M. Bastian
- Sandor Eles : Lieutenant Gomez
- Steven Scott : Gabriel
- Tutte Lemkow : le cousin de Gabriel
- Dorita Sensier : la chanteuse du night-club
- John Carson : le 1er officier
- Ali Nagi : le jeune Indien
- Barry Shawzin : Général Zoreno
- Peter Allenby : le sergent
- Roger Delgado : Hernandez (voix)

## Production

### Tournage
- Extérieurs[2],[1] : province de Malaga (Espagne).
- Intérieurs[2],[1] : studios d'Elstree (Hertfordshire, Royaume-Uni).
- Leslie Caron[3] : « La mise en scène en avait été confiée à mon cher Puffin Asquith, beaucoup trop raffiné et sensible pour un film d'action de cette sorte. La connaissance intime qu'il avait du grec et du latin ne l'avait certainement pas préparé aux aventures dans les forêts amazoniennes et cela malgré le bleu de garagiste et les bottes d'ouvrier qu'il portait toujours au travail. […] L'action décrite dans le film se passe en Amérique du Sud où un ambassadeur et son épouse fuient à travers une région infestée de rebelles, guettés par toutes sortes de dangers mortels. […] À part cela, le film ne jette aucune lumière nouvelle sur le comportement humain. […] Seule compensation durant le film : le paysage magnifique qui servait de cadre aux scènes extérieures tournées sur la côte est de l'Espagne où un village pittoresque était perché au bord d'une impressionnante falaise. »